# 톰 요크
토머스 에드워드 요크(영어: Thomas Edward Yorke, 1968년 10월 7일 ~ )는 영국의 가수이다. 현재는 라디오헤드의 리드싱어이자 작곡자이며, 솔로 활동도 겸하고 있다. 솔로 아티스트로서 2006년 7월 데뷔 앨범 《The Eraser》를 발표했었다.
톰 요크는 1968년 10월 7일에 노샘프턴셔의 웰링버러에서 태어났다. 그의 왼쪽 눈은 그가 태어날 때부터 닫혀 있었는데, 의사들은 그 눈은 마비되었고 그 상태가 변하지 않고 계속될 것이라고 했다. 요크의 부모님은 그를 눈 전문가에게 데려갔고, 그 전문가는 그들에게 근육 조직 이식을 제안했다. 요크는 여섯살이 되기 전까지 다섯 번의 눈 수술을 받았다. 화학용품을 팔던 그의 아버지는 그의 출생 직 후 Scotland의 농장에 취직하였고, 그의 가족들은 요크가 7살이 될 때까지 그 곳에서 살았다. 이 기간 동안 요크는 눈에 안대를 하고다녔다. 그는 마지막 수술이 "실패였다" 고 밝혔고, 그것은 그의 눈꺼풀을 반쯤 감기게 만들었다.
요크의 가족은 집을 자주 옯겨다녔다. 요크는 학교에서 다른 학교로 옮겼고, 그곳에서 그는 같은 반 친구들에게 그의 눈 때문에 괴롭힘을 받았다. 그의 가족은 1978년에 마침내 옥스퍼드셔에 정착했다. 요크는 그의 첫 번째 기타를 그가 일곱살 때 받았고, 퀸의 기타리스트 브라이언 메이에게서 영감을 받았다. 11살 때 그는 밴드에 들어가서 그때 첫 번째 노래를 썼다. 그는 남자 공립학교인 Abingdon에 들어갔고, 그 곳에서 미래의 밴드의 멤버들인 에드 오브라이언, 필 셀웨이, 콜린 그린우드, 그리고 콜린의 동생인 조니 그린우드를 만났다. 요크와 그의 친구들은 밴드를 구성했고, 이름을 On A Friday라고 지었는데, 금요일이 그들이 만나서 연습을 할 수 있는 때였기 때문이다. 초기 구성 때 요크는 기타 연주와 보컬을 맡았었지만 그는 이미 작사와 작곡 실력도 늘고있었다. 요크는 학교에 다닐 때의 음악의 영향에 대해서 "학교는 견딜만했다. 왜냐하면 음악 부분이 학교 밖의 것들로부터 떨어져 있었기 때문이다. 작은 부스들 안에는 피아노들이 있었고, 나는 방과 후 많은 시간을 그 곳에서 보냈다." 라고 했다.
학교를 마친 후 요크는 대학에 가는 것을 1년 미루었다. 그 시간동안 그는 몇 개의 직업을 가졌으며, 그때 겪은 차 사고는 그를 어떤 교통수단 이라도 조심하게 되게 만들었다. 1988년 요크는 University of Exeter로 공부를 하기 위해 Oxford를 떠났는데, 이 때문에 On a Friday는 주말에 연습하는 것을 중단하게 되었다. Exeter대학에 있을 때 요크는 Lemon Grove의 Guild나이트에서 DJ로 일을 했으며, 그와 사귀게 된 Rachel Owen을 만났다. 하지만 현재는 헤어졌다.